# Moller Károly Ottó
Moller Károly Ottó (Pozsony, 1670. január 10. – Besztercebánya, 1747. április 9.) orvosdoktor, városi főorvos, Moller Dániel Vilmos egyetemi tanár unokaöccse.

## Élete
Középiskoláit, amennyire a Thököly-féle zavarok miatt lehetett, 1686-ban elvégezte; ekkor rokona, Moller Dániel Vilmos Altdorfba hívta és ott folytatta tanulását és az orvosi tudományokból 1696-ban oklevelet nyert. Hazájába visszatérve, Pozsonyban orvosi gyakorlatot folytatott. 1703-ban Besztercebányára költözött, ahol II. Rákóczi Ferenchez csatlakozott és tábori orvos lett. A békekötés után az ország előkelő családainál mint orvos működött, az ifjúságot az orvosi tudományokra tanította és a külföldi egyetemekre előkészítette. Felső-Magyarország fürdőit látogatta, ahol tapasztalatait öregbítvén, a betegeket tanácsával látta el; ezért őt magyar Hippokratésznek is elnevezték. A bányászat emelése érdekében Weszprémi szerint 60 000 tallért áldozott, azonban eredmény nélkül. Érdemeiért VI. Károly 1728. április 28-án a magyar nemesek sorába emelte. Besztercebánya tanácsosa és konzulja volt többször, majd városi főorvos, Zólyom és Turóc megyék rendes orvosa. 1716. augusztus 4-én a besztercebányai nagy tűzvész alkalmával sok anyagi kárt szenvedett.

## Írásai
Cikkei az Annales Physico-Medicis Wratislaviensibusban (Observationes Mollerianae. Tentam. III. De febre infantum maligna, an. 1717., VI. De haemorrhoidibus, tamquam genuino podagrae remedio, VII. De morbis epidemicis, in et circa Neosolium, an 1719. obseruatis, nec non de aera febris Hungaricae, De cura Lumbrici lati, XI. De febre epidemia biliosa, in et circa Neosolium in Hungaria, an. 1719. aestate et autumno grassante, Iudicium medicum super enormi capitis laesione, XIII. Paracentesis thoracis ob abscessum pulmonum, XIV. Renunciatio medica de vulnere capitis, Neosolii in Hungaria an. 1720. vehementiori ictu procurato, De febribus epidemiis, Neosolii in Hungaria, mense Novembr. an. 1720. obseruatis, XVI. De virtute et efficatia noui medicamenti sedatiui, seu Olei Doppeliani, vberius demonstrata, XVII. De constitutione epidemia an. 1721. Neosolii obseruata, vna cum praeloquio de praestantia principiorum Stahlianorum, XVIII. De usu hirudinum in affectu haemorrhoidali, két czikk., XIX. De morbis hyemalibus Neosolii, a solstitio hyemali an. 1721. ad aequinoctium vernale, an. 1722. obseruatis, XXXV. De puluere solari Hallensi, et Essentia dulci, specifico in tussi infantum remedio); Bel Prodromusában (III. Descriptio historico-physico-medica thermarum Sklenensium et Vihnensium in Comitatu Scepusiensi scaturentium); még több czikke van a Breslauer Natur- und Kunst-Geschichteben.

## Művei
- Positiones de Arnaldia, peculiari morbi specie. Altdorfii, 1694. (Weszprémi hibásan tulajdonítja Moller Dániel Vilmosnak).
- Dispvtationem Medicam Circvlarem Ad Hippocr. Sect. III. Aphorism. XXI. Praeside… Jacobo Pancratio Brunone… Ad d. 27. Jan. An. Chr. M. DC. XCIV. Altdorfii.
- Dissertatio Inavgvralis Medica De Divino In Medicina… ad d. 22. Jun. A. O. R. 1696. Altdorfii.
- Observationes sonderbarer, durch die essentiam dulcem zu Neusohl in Ungarn geschehener Curen. Halle, 1706. (Jegyzetekkel kiadta Richler Frigyes Keresztély. Ujra kiadatott: Merckwürdige Exempeln sonderbarer durch die Essent. dulc. von an. 1701 bis 1708. geschehener Curen cz. Altdorfii, 1780.),
- Consilium medicum, wie man sich vor der Pest und ansteckenden Krankheiten und Seuchen durch göttlichen Beystand praeserviren; und was man vor Mittel, wenn man damit angestecket worden, gebrauchen solle. Herausg. v. J. J. Torkos. Pressburg, 1739. (Magyarul: Consilium medicum: Az az: Orvosi oktatás, miképpen kellessék e mostani pestises és egyébb mérges nyavalyáinak bé-rohanássokban isten segitsége által őrizésképpen az embernek magáról gondot viselni, és micsoda eszközök által lehessen kinek-kinek magát, azoknak el-ragadásában orvosoltatni. Melly-is még annak előtte 1710. eszt… irattatott, már mostani időhöz alkalmaztatott, és az Posonyba német nyelven 1739. nyomtattatott editio szerint magyar nyelvre fordittatott, jobb rendben szedettetett Perlici Dániel által. Buda, 1740).

### Kéziratban maradt
- Thermarum Belitzensium, Bajmotziensium, Pöstheniensium, Rajtzensium, Ribariens., Trentschin., Stubnensium, item complurium Acidularum, descriptiones (a Prod. Hung. előszava ígérte megjelenését).